# Sfârșit de veac în sunet și imagini
Sfârșit de veac în sunet și imagini este un film românesc din 1983 regizat de Mirel Ilieșiu. Rolurile principale au fost interpretate de actorii Violeta Popescu, Dionisie Vitcu.

## Distribuție
Distribuția filmului este alcătuită din:
- Violeta Popescu
- Dionisie Vitcu